# Brusque (Aveyron)
Brusque (okzitanisch: Brusca) ist ein Ort und eine südfranzösische Gemeinde mit 259 Einwohnern (Stand: 1. Januar 2022) im Département Aveyron in der Region Okzitanien (zuvor Midi-Pyrénées). Sie gehört zum Arrondissement Millau und zum Kanton Causses-Rougiers. Die Einwohner werden Brusquois genannt.

## Lage
Brusque liegt etwa 46 Kilometer ostsüdöstlich von Albi am Dourdou de Camarès im Südwesten der historischen Provinz Rouergue. Umgeben wird Brusque von den Nachbargemeinden Fayet im Norden und Nordosten, Tauriac-de-Camarès im Osten, Mélagues im Osten und Südosten, Arnac-sur-Dourdou im Süden, Murat-sur-Vèbre im Südwesten, Peux-et-Couffouleux im Westen sowie Camarès im Nordwesten.

## Bevölkerungsentwicklung
| Jahr                       | 1962 | 1968 | 1975 | 1982 | 1990 | 1999 | 2006 | 2013 | 2019 |
| Einwohner                  | 545  | 594  | 540  | 527  | 422  | 366  | 326  | 293  | 264  |
| Quellen: Cassini und INSEE |      |      |      |      |      |      |      |      |      |

## Sehenswürdigkeiten
- Kirche Saint-Jacques (1866)[1].
- Reste der früheren Kirche Saint-Jacques in Le Castellat
- Burgruine
- alte Brücke

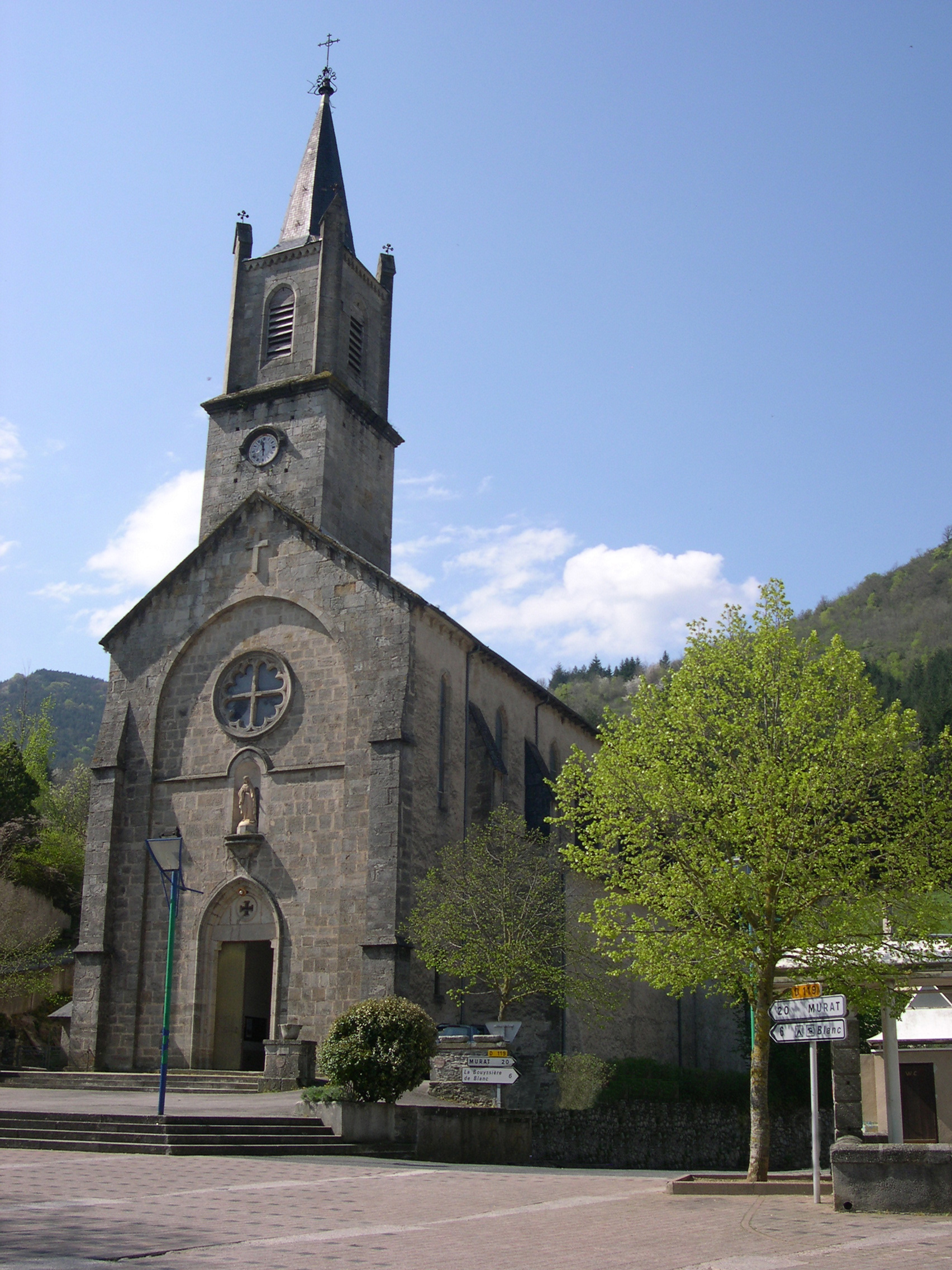
Kirche Saint-Jacques
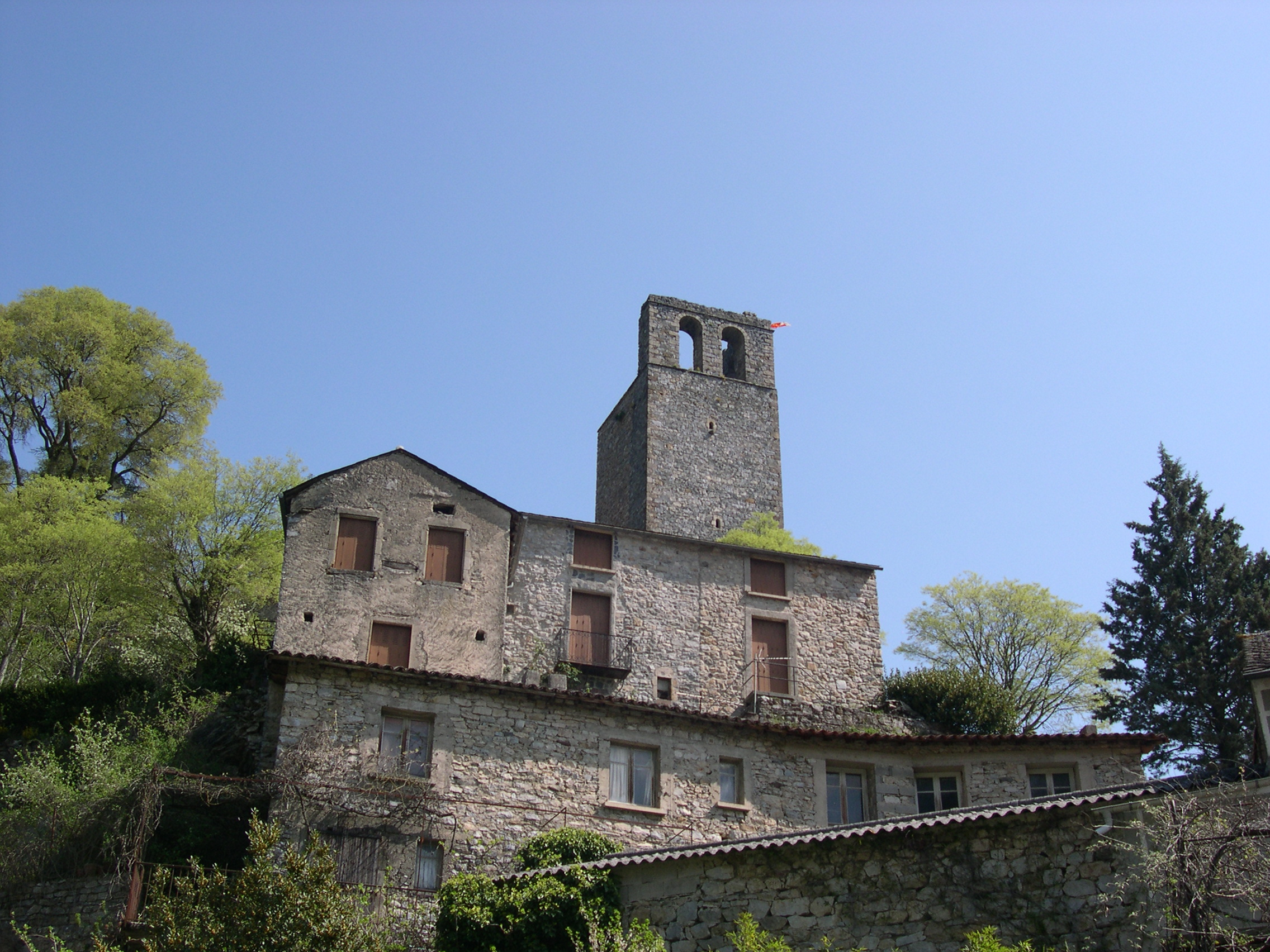
Burgruine
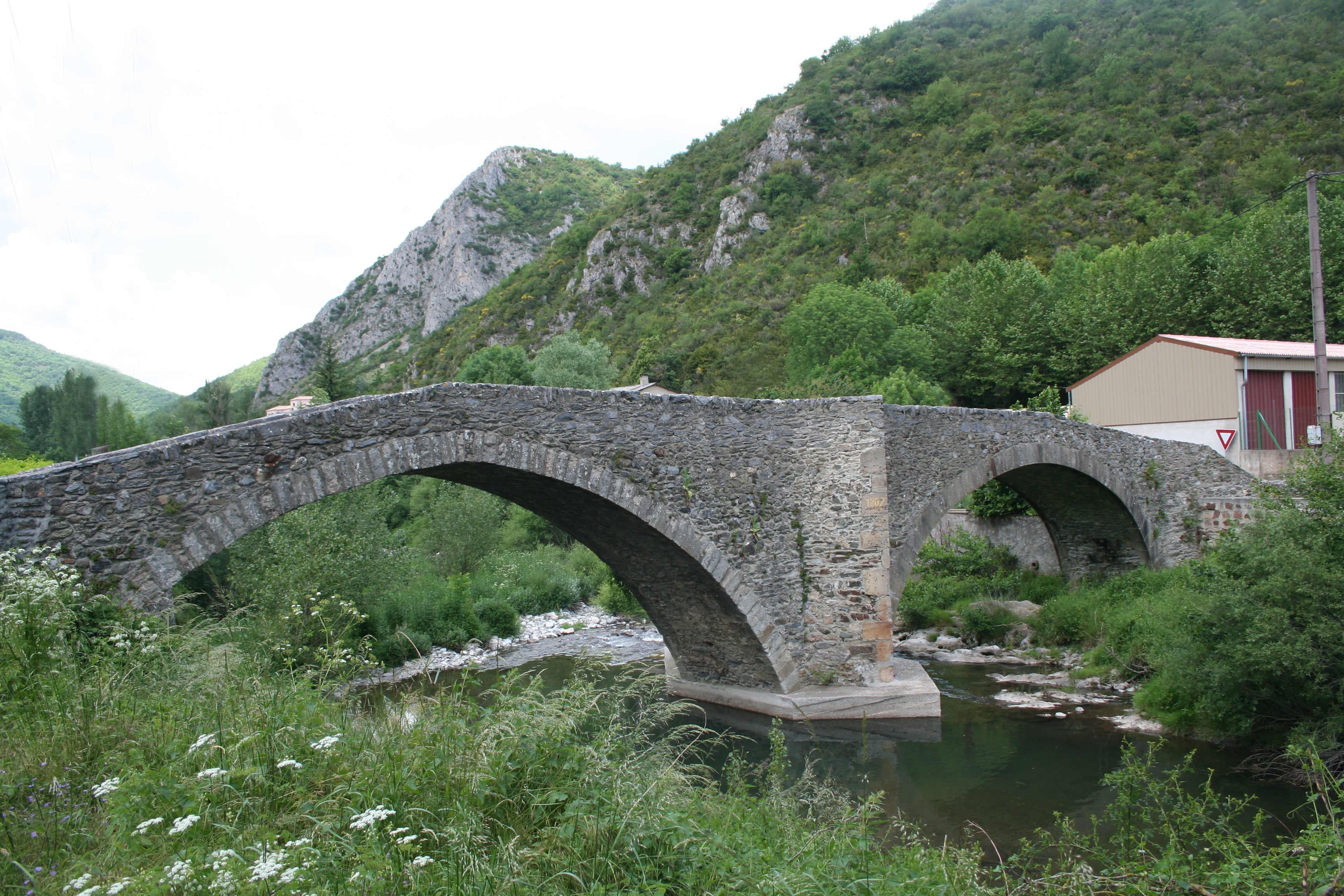
Alte Brücke

## Persönlichkeiten
- André Gouzes (1943–2024), Kirchenmusiker